# Harkove, Talalaiivka
Harkove (în ucraineană Харкове) este localitatea de reședință a comunei Harkove din raionul Talalaiivka, regiunea Cernihiv, Ucraina.

## Demografie
Componența lingvistică a localității Harkove
     Ucraineană (96,57%)
     Rusă (3,43%)
Conform recensământului din 2001, majoritatea populației localității Harkove era vorbitoare de ucraineană (96,57%), existând în minoritate și vorbitori de rusă (3,43%).